# Suontee
Le Suontee est un lac de Finlande.

## Géographie
Le lac s'étend à cheval sur deux régions, Finlande-Centrale et Savonie du Sud, et sur trois municipalités, Joutsa, Hirvensalmi et Pertunmaa.
Avec 143,01 km2, le Suontee est le 34e plus grand lac de Finlande. Il est composé de deux bassins, au nord et au sud, reliés par un chenal ne mesurant que quelques centaines de mètres dans sa partie la plus étroite.

## Hydrographie
Le Suontee fait partie du bassin de la Kymi.